# آیانه ساکورا
آیانه ساکورا (انگلیسی: Ayane Sakura; ۲۹ ژانویهٔ ۱۹۹۴ – ) صداپیشه، و راوی اهل ژاپن وابسته به تولید آئونی است. وی از سال ۲۰۱۰ میلادی تاکنون مشغول فعالیت بوده است.
از نقش‌های برجسته وی می‌توان به ناتسومی کوشیگایا در نون نون بیوری، سوالوتیل در شبدر سیاه، اوچاکو اوراراکا در مدرسه قهرمانانه من، تسوباکی ساوابه در دروغ آوریل تو، ایروها ایشیکی در کمدی رمانتیک جوانی من اشتباهه، یوتسوبا ناکانو در پنج‌قلوهای باکلاس، نائو توموری در شارلوت، گابی براون در فصل پایانی حمله به تایتان، یائه میکو در گنشین ایمپکت، و فیونا فراست در جاسوس × خانواده اشاره کرد.